# Jana Rawlinson
Jana Rawlinson (f. Pittman), född 9 november 1982 i Sydney, är en australisk friidrottare som tävlar i häcklöpning.
Rawlinson vann junior-VM på 400 meter häck 1999 och året efter vann hon både 400 meter slätt och häck vid junior-VM. Därefter har hon huvudsakligen tävlat i 400 meter häck vid de större mästerskapen.
2002 kom Rawlinsons största framgång som senior då hon vann guld vid samväldesspelen 2002 på 400 meter häck. En bedrift som upprepades vid såväl VM 2003 i Paris, vid samväldesspelen 2006 och vid VM 2007 i Osaka.

## Personliga rekord
- 400 meter - 50,43
- 400 meter häck - 53,22